# Cortina de burbujas

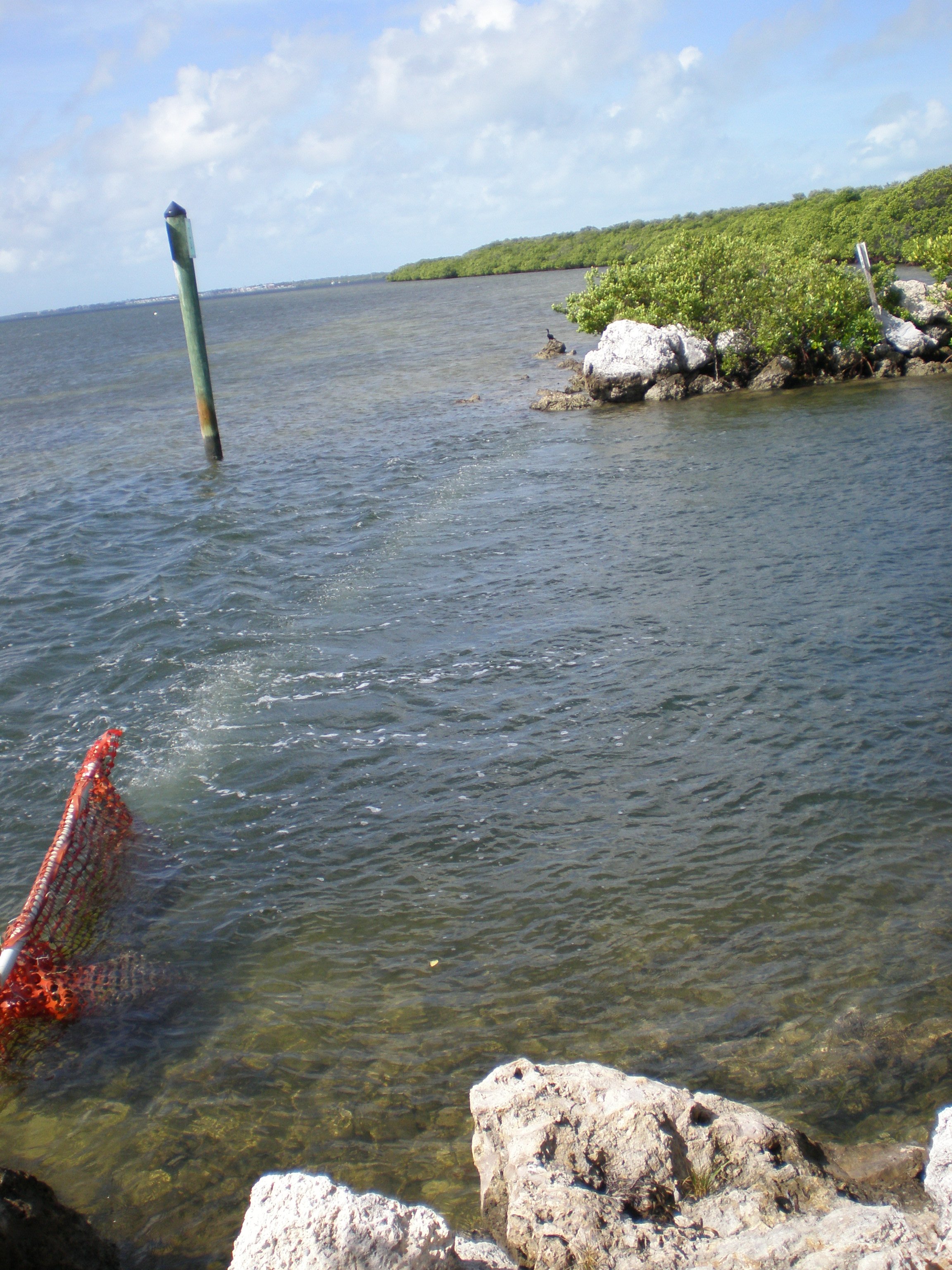
Una cortina de burbujas en Florida utilizada para impedir la entrada de residuos en el puerto deportivo.

Una cortina de burbujas es un sistema que produce burbujas en una disposición deliberada en el agua. También se denomina barrera neumática. La técnica se basa en dejar salir burbujas de aire (gas) bajo la superficie del agua, normalmente en el fondo. Cuando las burbujas suben, actúan como una barrera, una cortina, que rompe la propagación de las ondas o la difusión de partículas y otros contaminantes.

## Usos
Puede utilizarse para los siguientes fines:
- Para reducir la propagación de las ondas de choque (por ejemplo, las ondas acústicas de los motores o de los hincadores de pilotes,[2] o explosiones),
- Para evitar que el líquido o los residuos que flotan en la superficie se extiendan.[3][4]
- Para evitar la intrusión de sal[5]
- Para controlar los movimientos de los peces[6]
- Para decorar y airear acuarios[7]

En junio de 2010, el condado de Okaloosa (Florida) utilizó cortinas de burbujas de aire para ayudar a proteger su costa de Destin Pass del petróleo producido en el Golfo de México por el vertido de Deepwater Horizon. Esperaban la barrera sirviera también para empujar el petróleo hacia la superficie para que las barreras y los barcos de remoción lo recogieran. La multinacional petrolera británica BP, a la que el gobierno estadounidense señaló como responsable del vertido de petróleo, se hizo cargo del coste del proyecto.

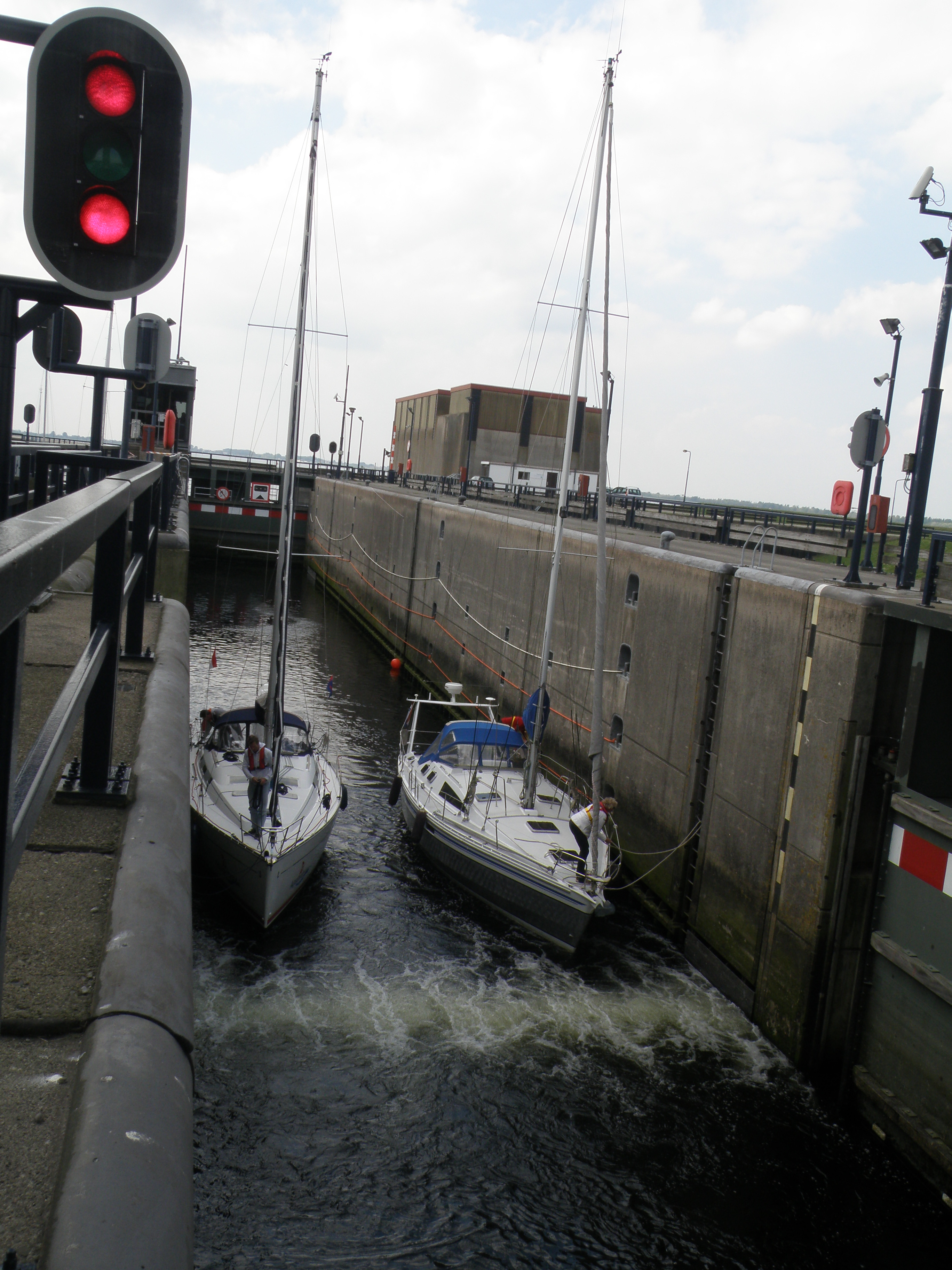
Una barrera neumática en una esclusa de navegación en Holanda

## Equipo
El sistema técnico consiste básicamente en un compresor y una tubería o manguera con boquillas. Cuando se utiliza para reducir las ondas acústicas del hincado de pilotes, se suele emplear un colector de distribución de plástico o goma.